# Cedevsürengín Mönchdzajá
Cedevsürengín Mönchzajá (mongolsky Ц. Мөнхзаяа) nebo Mönchzaja Cedevsüren (mongolsky Мөнхзаяа Цэдэвсүрэн), (* 13. června 1986 Ulánbátar, Mongolsko) je mongolská zápasnice – judistka a sambistka.

## Sportovní kariéra
Připravuje se v Ulánbátaru.
V roce 2008 přišla o účast na olympijských hrách v Pekingu na úkor zkušenější Tümen-Odyn Battögs.
V roce 2012 se kvalifikovala na olympijských her v Londýně. V prvních dvou kolech měla hratelné soupěřky a bez větších potíží postoupila do čtvrtfinále. Ve čtvrtfinále však narazila na velkou favoritku Gévrise Émaneovou z Francie. Émaneová působila v celém turnaji pasivním dojmem čehož dokázala využít v prodloužení a favoritku vyfaulovala na šido. V semifinále však narazila na v životní formě bojující Slovinku Uršku Žolnirovou, která jí po dvou minutách boje podmetla technikou o-uči-gari na ippon. Souboj o třetí místo nezvládla a skončila na 5. místě.
Po olympijských hrách v Londýně si vzala mateřskou pauzu. Na tatami se vrátila v roce 2015.

### Vítězství
- 2009 – 1x světový pohár (Ulánbátar)
- 2010 – 2x světový pohár (Káhira, Ulánbátar)
- 2011 – 2x světový pohár (São Paulo, Ulánbátar)
- 2015 – 1x světový pohár (Ťumeň)

## Výsledky
| Turnaj            | 2003         | 2004         | 2005         | 2006         | 2007             | 2008             | 2009             | 2010             | 2011             | 2012             | 2013             | 2014             | 2015             |
| Turnaj            | 17           | 18           | 19           | 20           | 21               | 22               | 23               | 24               | 25               | 26               | 27               | 28               | 29               |
| Turnaj            | střední váha | střední váha | střední váha | střední váha | polostřední váha | polostřední váha | polostřední váha | polostřední váha | polostřední váha | polostřední váha | polostřední váha | polostřední váha | polostřední váha |
| ----------------- | ------------ | ------------ | ------------ | ------------ | ---------------- | ---------------- | ---------------- | ---------------- | ---------------- | ---------------- | ---------------- | ---------------- | ---------------- |
| Olympijské hry    |              | —            |              |              |                  | —                |                  |                  |                  | 5.               |                  |                  |                  |
| Mistrovství světa | —            |              | úč.          |              | úč.              |                  | úč.              | úč.              | úč.              |                  | —                | —                | 3.               |
| Asijské hry       |              |              |              | úč.          |                  |                  |                  | —                |                  |                  |                  | —                |                  |
| Mistrovství Asie  | 5.           | ?            | ?            |              | 5.               | —                | 3.               |                  | 3.               | 2.               | —                |                  | 1.               |